# Ángela María de la Concepción
Ángela Tabares y Martínez, O.SS.T. (řeholním jménem: Ángela María de la Concepción, česky: Anděla Marie od Neposkvrněného početí; 1. března 1649 Cantalapiedra – 19. dubna 1690 El Toboso) byla španělská řeholnice Řádu trinitářů, mystička a reformátorka.

## Život
Narodila se 1. března 1649 v Cantalapiedra jako dcera Alonsa Tabarese a Maríi Martínez Santo.
Ve třinácti letech složila soukromý slib čistoty a stát se řeholnicí. V jednadvaceti letech vstoupila do kláštera klarisek-koletýnek Las Descalzas Reales ve Valladolidu, ale z důvodu nemoci musela odejít. Po uzdravení se rozhodla vstoupit do kláštera sester trinitářek v Medina del Campo.
Po devíti letech v klášteře cítila povolání založit novou trinitářskou řeholní komunitu, která by byla inspirována reformami Tridentského koncilu. Chtěla navrátit řeholní život k jeho počátkům, a proto založila klášter sester trinitářek-rekoletek v El Toboso. Nový řeholní hábit oblékla 20. května 1680. Stala se převorkou nového kláštera.
Dne 22. února 1685 došlo ke schválení řeholní konstituce papežem Inocencem XI.
Ángela María se vyznačovala psaním děl náboženské a mystické povahy, mezi nimiž kromě Constituciones (Konstitucí) vyniká zejména Autobiografía (Autobiografie) a Riego espiritual para las nuevas plantas. Psala četné dopisy a některá duchovní pojednání jako jsou; Tratado de las virtudes (Pojednání o ctnostech) a Tratado de la oración mental (Pojednání o modlitbě mysli), které nedokončila.
Od července 1689 zůstala upoutána na lůžko a pomalu slábla. Zemřela 9. dubna 1690.

## Proces svatořečení
Proces byl zahájen 28. února 1912 v diecézi Cuenca.